# Gordonia traquairi
|  | Per a altres significats, vegeu «Gordonia (desambiguació)». |

Gordonia traquairi és una espècie extinta de sinàpsid del grup dels dicinodontoïdeus. Es tracta de l'únic representant conegut del gènere Gordonia. Se n'han trobat restes fòssils al Regne Unit. L'autor d'aquest tàxon, Edwin Tulley Newton, en descrigué diverses espècies basant-se en material trobat prop d'Elgin (Escòcia), però avui en dia només se'n reconeix una. El nom genèric Gordonia fou elegit en honor del reverend George Gordon, mentre que el nom específic traquairi fou elegit en honor del paleontòleg escocès Ramsay Traquair.